# Emilie Davis
Emilie "Emily" Frances Davis (18 febbraio 1839 – 26 dicembre 1889) è stata una scrittrice, stilista e diarista statunitense afroamericana libera vissuta a Filadelfia durante la guerra civile americana. Scrisse tre diari tascabili per gli anni 1863, 1864 e 1865, raccontando il suo punto di vista sul Proclama di emancipazione, la Battaglia di Gettysburg e il lutto del Presidente Lincoln. Questi diari sono unici nella loro rappresentazione della vita del XIX secolo delle donne afroamericane di città e delle reazioni agli eventi della Guerra Civile.

## Vita e formazione giovanile
La Davis nacque libera nel sud-est della Pennsylvania nel 1839. Suo padre, Isaac Davis, si era trasferito in Pennsylvania dal Maryland negli anni venti del XIX secolo. Le fonti contemporanee non danno notizia della madre. La famiglia visse nelle contee di Lancaster e Schuylkill prima di trasferirsi nella Settima circoscrizione di Filadelfia nel 1860, il primo anno in cui il censimento registra Emilie Davis come residente. Era una delle 13.008 donne nere libere, oltre a 9.177 uomini neri liberi, registrate nella Contea di Filadelfia nel 1860. A metà del XIX secolo, la Settima circoscrizione era un fulcro della vita politica, culturale e religiosa afroamericana di Filadelfia.
La Davis frequentò l'Institute for Colored Youth e frequentò diverse chiese nere. Prima del matrimonio si guadagnò da vivere come domestica e sarta. Fu membro della Ladies' Union Association di Filadelfia, che raccoglieva fondi e materiali per le United States Colored Troops.

## Scritti
Tra il 1863 e il 1864 Emilie raccontò di essere andata a prendere un gelato in quattro diverse occasioni, un'indicazione dello spazio in espansione che i neri di Filadelfia abitavano durante la guerra civile. In precedenza, nell'estate del 1857, Charlotte Forten e un'amica si erano viste rifiutare il servizio in tre gelaterie di Filadelfia prima di rinunciare.
La Davis scrisse di importanti conferenze e concerti a cui partecipò. Il 25 gennaio 1865 assistette a una conferenza di J. Sella Martin, ex schiavo e ardente ministro battista. Il 16 febbraio 1865 assistette a una conferenza di Frederick Douglass. Il 27 febbraio 1865 assiste a una conferenza di Frances Ellen Watkins Harper. L'11 maggio 1964 assiste a un concerto di Elizabeth Taylor Greenfield. Il 14 settembre 1865 assiste a un concerto segregato di Thomas Wiggins, dove fu costretta a sedersi in galleria.

## Matrimonio e famiglia
Il 13 dicembre 1866 la Davis, il cui nome è scritto erroneamente come "Emily" sul certificato di matrimonio, sposò George Bustill White, un barbiere e attivista per i diritti civili. Il padre di George White, Jacob C. White Sr., era un importante uomo d'affari nero. Suo fratello, Jacob C. White Jr., fu il cofondatore della squadra di basket Filadelfia Pythians e divenne preside della Roberts Vaux Junior High School, interamente nera. George White fu attivo nella Pennsylvania Equal Rights League, un gruppo che fece pressione con successo ad Harrisburg per ottenere il sostegno dello Stato agli emendamenti federali sui diritti civili e a livello locale per l'integrazione dei tram di Filadelfia nel 1867.
Emilie e George ebbero sei figli, Jacob C. White (nato nel 1867), Maria, Emilie (nata nel 1873), George (nato nel 1875), Carry (nato nel 1877) e Julia (nata nel 1881). Nel censimento del 1880, l'occupazione di Emilie era indicata come “governante”. Negli anni successivi, donò denaro alla sua chiesa e affittò un banco con il proprio nome anziché con quello del marito, un'indicazione del suo posto nella classe media nera.

## Morte
La Davis morì il 26 dicembre 1889 e fu sepolta al Cimitero di Lebanon, luogo di sepoltura di Octavius Catto e di altri leader dei diritti civili della sua generazione. Nel 1903, alla chiusura del Lebanon Cemetery, fu reinterrata in una tomba non segnata al Cimitero di Eden di Collingdale, in Pennsylvania.
Suo marito, George White, morì il 1º giugno 1899.

## Archivi
I diari della Davis sono stati digitalizzati e commentati dai ricercatori. Sono conservati presso la Historical Society of Pennsylvania e le immagini delle pagine sono disponibili online sui siti della Università statale della Pennsylvania e della Villanova University. Le testimonianze scritte in prima persona delle donne nere americane del suo tempo sono rare.